# Marsainvilliers
Marsainvilliers is een gemeente in het Franse departement Loiret (regio Centre-Val de Loire) en telt 285 inwoners (2004). De plaats maakt deel uit van het arrondissement Pithiviers.

## Geografie
De oppervlakte van Marsainvilliers bedraagt 10,6 km², de bevolkingsdichtheid is 26,9 inwoners per km².
De onderstaande kaart toont de ligging van Marsainvilliers met de belangrijkste infrastructuur en aangrenzende gemeenten.

## Demografie
Onderstaande figuur toont het verloop van het inwonertal (bron: INSEE-tellingen).